# Nuku Hiva
Nuku Hiva (còn được viết là Nukuhiva hoặc Nukahiva) là hòn đảo lớn nhất của quần đảo Marquises thuộc Polynésie thuộc Pháp, một xứ hải ngoại thuộc Pháp trên Thái Bình Dương.